# Hyalomyzus monardae
Hyalomyzus monardae är en insektsart som först beskrevs av Davis 1911.  Hyalomyzus monardae ingår i släktet Hyalomyzus och familjen långrörsbladlöss. Inga underarter finns listade i Catalogue of Life.